# 小幡儼太郎
小幡 儼太郎（おばた げんたろう、1848年12月17日（嘉永元年11月22日）– 1909年（明治42年）7月8日）は、明治期の漢学者、政治家。衆議院議員。幼名・正己。号・楽山、水哉。

## 経歴
紀伊国名草郡和歌山城下（和歌山県和歌山区を経て現和歌山市）で、和歌山詰、紀伊田辺藩士・小幡儀左衛門の長男として生まれる。父は早くに没した。
1868年（明治元年）京都で僧・天章に漢学を師事し、その後、大坂の並河華、兵庫の菅野健助に学び、さらに、東京の安井息軒、塩谷宕陰、伊勢の土井有恪に師事した。牟婁郡田辺城下で漢学塾を開き子弟の教育を行った。
1873年（明治6年）第七大区学区取締に就任し、同区一小区長、西牟婁郡書記を歴任し、1881年（明治14年）に退職。同年4月、補欠選挙で和歌山県会議員に当選し、1882年（明治15年）、1885年（明治18年）に再選され、1890年（明治23年）3月に辞職し、県会議員に3期・9年在任した。1892年（明治25年）3月、田辺町会議員に当選し、1898年（明治31年）3月まで在任した。
1894年（明治27年）9月、第4回衆議院議員総選挙で和歌山県第3区から出馬して当選し、公同会に所属して衆議院議員を1期務めた。

## 著作
- 『類聚助語二百義 : 方言解』平井五牸堂、1887年。
- 編訳、王治本校『日本警察新報』善隣訳書館ほか、1899年。

## 脚註
1. 1 2 3 4 5 6 7 8 9 10 11 12 13  『和歌山県議会歴代議員名鑑』72-73頁。
2. 1 2 3 4  『議会制度百年史 - 衆議院議員名鑑』115頁。
3. 1 2 3 4 5 6 7 8 9  『和歌山県史 人物』102頁。
4. 1 2 3 4  『和歌山県人材録 前編』58頁。